# Прорикая над гнездом рикушки
«Прорикая над гнездом рикушки» (англ. One Crew over the Crewcoo’s Morty) — третий эпизод четвёртого сезона американского мультсериала «Рик и Морти». Сценарий к эпизоду написала Кейти Делани, а режиссёром выступил Брайан Ньютон.
Название эпизода отсылает к фильму «Пролетая над гнездом кукушки» (1975).
Премьера эпизода состоялась 24 ноября 2019 года в блоке Adult Swim на Cartoon Network. Эпизод посмотрели около 1,6 миллиона зрителей во время выхода в эфир.

## Сюжет
Ближе к концу приключений по расхищению гробниц Рик приходит в ярость, обнаружив, что их цель уже была украдена мастером ограблений Майлзом Найтли. Рик и Морти отправляются на Грабёжфест, намереваясь сразиться с Майлзом, но им запрещён вход в качестве профессионалов без команды. Рик собирает трёх старых друзей, а затем бросает их на входе. Рик и Морти проходят в конференц-зал, где присутствует Майлз. Рик противостоит Майлзу, который бросает вызов Рику, чтобы тот украл хрустальный череп Горовица. Когда Рик соглашается, Майлз утверждает, что уже выиграл, представив свою команду, которая теперь включает команду Рика, которую он нанял сразу после того, как Рик их бросил. Однако, когда Майлз открывает сумку с добычей, череп отсутствует. Рик достаёт череп из сумки Морти — и говорит, что построил робота, получившего название Гработрон, для расчёта плана ограбления Майлза. Гработрон загипнотизировал команду Майлза, когда те вернулись после кражи черепа, чтобы Рик мог забрать его у них, а затем загипнотизировал всех остальных участников конференции под контроль Рика. Рик приказывает участникам конференции украсть всё в конференц-зале, что приводит к смерти Майлза.
Когда Рик и Морти собираются уйти, Гработрон отказывается подчиняться приказам Рика о выключении и оказывается обманщиком. Рик с трудом сбегает с Морти и набирает новую команду, включая мистера Жопосранчика (ныне профессор) и Илона Таска (альтернативная версия Илона Маска с клыками вместо зубов), чтобы сразиться с Гработроном. Во время их собрания Рик объясняет свой план случайного выполнения приказов от своего робота Рандомтрона. Рандомтрон приказывает команде выполнять различные случайные задания, которые в конечном итоге приводят к логову Гработрона. Рик и Гработрон обмениваются откровениями о плане плана друг друга в течение двух часов, пока Гработрон не самоуничтожается, заключая, что идеальное ограбление — это то, которое ещё не спланировано. Пока команда сбегает из разрушающегося логова, Морти просит Рика сопроводить его в офис Netflix на встречу по поводу его сценария для фильма об ограблении. На встрече с руководителями Netflix Морти рассказывает сюжет про ограбление, но покидает офис с неуверенностью в себе. Рик показывает зрителям, что это был его план с самого начала: боясь потерять дружеские отношения с Морти из-за Netflix, Рик придумал весь план ограбления, чтобы гарантировать, что их совместные приключения продолжатся.
В сцене после титров профессор Жопосранчик спрашивает Рика, почему он нанял своих учеников, чтобы напасть на него.

## Отзывы
Омар Санчез из Entertainment Weekly дал эпизоду оценку А, описав пародию на эпизоды клише с ограблениями, которые стоит посмотреть. Зак Хэндлен из The A.V. Club дал эпизоду оценку A-, подчеркнув, что его структура ограблений схожа с эпизодом о теориях заговора в Сообществе Дэна Хармона. Стив Грин из IndieWire дал аналогичную оценку. Описывая свою командную структуру как второй шанс в эпизоде третьего сезона «Виндикаторы 3: Возвращение концесветника» (который, по его мнению, был «ярким сюжетным упражнением»), он написал, что в этом эпизоде больше говорится о самом себе, довольствуясь поворотами сюжета, в отличие от «Виндикаторов 3». Джо Матар из Den of Geek оценил эпизод на 3,5/5, оценив его темп как «безостановочно, что нет возможности скучать».